# Посольство Данії в Україні
Посольство Королівства Данія в Києві — офіційне дипломатичне представництво Королівства Данії в Україні, відповідає за розвиток та підтримання відносин між Королівством Данія та Україною. Посольство Данії в Києві представляє данські інтереси та сприяє зміцненню відносин з Україною, Грузією та Вірменією.

## Історія посольства
Після проголошення незалежності Україною 24 серпня 1991 року Данія визнала Україну 31 грудня 1991 року. 12 лютого 1992 року між Україною та Данією було встановлено дипломатичні відносини.
З 1992 року в Києві по вулиці Б. Хмельницького, 56, діяло Посольство Данії, роботу якого було припинено у 2002 році, згідно з рішенням Фолькетінгу про раціоналізацію МЗС Данії. У 2003—2005 рр. Посол Данії в Україні мав резиденцію в Копенгагені. 13 жовтня 2005 року відбулося офіційне відновлення роботи Посольства Данії в Києві.

## Почесне консульство Данії в Тбілісі
Почесне консульство в Тбілісі представляє Данію в Грузії. Посольство Данії в Києві має дуже тісні зв'язки з консульством в Тбілісі та Генеральним Консулом паном Есбен Емборг щоб бути в курсі політичного, економічного та культурного життя Грузії, а також питань які стосуються консульської роботи.
- вул. Ніко Ніколадзе 7, 2й поверх, 0108, Тбілісі, Грузія

## Посли Данії в Україні
1. Крістіан Фабер-Род (1992—1997)
2. Йорн Крогберк (1997—2001)
3. Мартін Кофод (2001—2002)
4. Крістіан Фабер-Род (2002—2005)
5. Уффе Андерссьон Балслев (2005—2009)
6. Мікаель Борг-Хансен (2009—2013)
7. Мерете Юль (2013—2017)[2]
8. Рубен Мадсен (2017—2020)[3].
9. Оле Егберг Міккельсен (2020—)[4]